# 阮氏玉琮
阮氏玉琮（越南语：／；1812年7月17日—1824年4月3日），越南阮朝明命帝长女，生母贤妃吴氏政。
嘉隆十一年六月初九日（1812年7月17日），阮氏玉琮在順化京城出生。明命五年三月初五日（1824年4月3日），在順化京城去世，虛齡十三歲。賜諡安靜，但未追贈封號。葬於承天府香水縣楊春社，入祀展親祠。咸宜元年（1885年）秋，改祀親勳祠。